# Хошіґакі Кісаме
Кісаме Хошіґакі (яп. 干柿鬼鮫) — герой манґа- і аніме-серіалу «Naruto», створеного і намальованого манґакою Масаші Кішімото. Він — член кримінальної організації «Акацукі», злочинець класу S.
Кісаме Хошіґакі — ніндзя- зрадник з Кіріґакуре. Він надзвичайно сильний фізично, і має досить дивну зовнішність. Так само, як Ітачі Учіха, є одним з перших членів організації «Акацукі», які були показані у манзі

## Мета і характер
Кісаме — доволі самовпевнений і рішучий. Він любить похизуватися перед противником, показуючи свою перевагу. Водночас йому дуже важко знайти з кимось спільну мову через те, що він часто відкрито заявляє про власну позицію.
Кісаме — дещо нестримний та поспішний у рішеннях. Він часто запалюється, проявляючи інтерес до жертви, коли відчуває, що це гідний суперник. Як і більшість членів організації, серйозний і холодний.
Особиста мета приєднання до «Акацукі» невідома. Ймовірно, як і кожен член «Акацукі», Кісаме прагне заволодіти світом за допомогою організації і контролем над Хвостатими Демонами.

## Відносини між персонажами
Єдиним членом Акацукі, з яким Кісаме може ладити — Ітачі Учіха, тому вони стали партнерами. Флегматичність Ітачі допомагала партнерам уникнути конфліктів, які могли би виникнути у партнерстві запального Кісаме з іншими членами.
До решти членів «Акацукі» Кісаме ставиться доволі стримано. Він не надто часто спілкується з ними, це дозволяє уникнути можливих конфліктів.
До своїх супротивників, переслідувачів Саске, на чолі з Наруто, Кісаме відноситься зневажливо. Так само Кісаме не поважає Саске і його нову команду, вважаючи його лише молодшим братом Ітачі.

## Перша частина

### Життя до «Акацукі»
Кісаме народився і виріс в Кіріґакуре (Селище, Сховане в Тумані). Коли він ще належав до Кіріґакуре, він був одним із Семи Мечників Туману- найсильніших ніндзя селища. Це показує високий рівень і силу Кісаме. Як і кожний член Кіріґакуре, Кісаме здатен контролювати воду. 
Кісаме намагався вбити Каге свого селища, але йому це не вдалося. Після невдалої спроби державного перевороту Кісаме змушений був покинути рідне селище і втікати та переховуватися. Тому Кісаме розшукується своїм селищем.

### Приєднання до «Акацукі». Поява в аніме
Кісаме разом з Ітачі — члени «Акацукі», які були представлені в аніме найраніше. Про приєднання Кісаме до «Акацукі» нічого не відомо. Одразу показано Кісаме в дії. Він разом з Ітачі посланий у Коногу, щоби заволодіти Наруто Узумакі і Дев'ятихвостим Лисом, який міститься всередині хлопця. Однак Кісаме не вдається виконати місію — по дорозі напарників зупиняють  Хатаке Какаші, Куренай Юхі , Асума Сарутобі та Майто Ґай. Після недовгого поєдинку між Джонін Кісаме та Ітачі вирушають за Наруто, однак їм не вдається заволодіти хлопцем. На шляху стає Джірайя, сенсей Наруто, і «Акацукі» змушені відступити.

## Друга частина

### Нова зустріч
У ІІ частині Кісаме, як і решта членів «Акацукі» бере участь у місії по захопленню Ґаара. Йому доводиться зустрітися у поєдинку із командою Майто Ґая. Тоді Кісаме нацьковує на цю команду власноруч створених клонів, які мають ті ж сили, що і ніндзя Коноги.
Пізніше Кісаме з'являється після поєдинку Саске і Дейдари, де з гумором говорить про загибель Тобі. Так само він говорить і про смерть Дейдари.
У нових главах манґи показано зустріч Кісаме із командою Саске під назвою «Змія». Там він сповіщає Саске про бій між ним і його братом, який от-от відбудеться. Після цього Кісаме розмовляє із Суйґецу, який хоче провести із ним поєдинок. Бій перериває Зетсу який сповіщає їм що Саскі переміг Ітачі. Кісаме каже що через смерть свого партнера по команді він відкладе свій меч на деякий час. Кісаме тяжко сприймає цю новину ,хоча і не показує цього.  Згодом він дізнається що Тобі є засновник клану Учіха - Мадара. Після цього він    
намагається спіймати джінчурікі восьмихвостого Кірабі, але Кірабі разом з четвертим райкаге зносить йому голову. Та після цього з'ясовується, що це був клон Зецу, а сам Кісаме злився зі своїм мечем Самехадою, яку Кірабі забрав, як трофей, і знаходився на острові-черепасі, де проходили тренування Кірабі та Наруто. Після тренувань, Наруто відчув у Самехаді чакру Кісаме, і Кісаме тікає.
Проте його зустрічає Гай та перемагає. Аоба захотів витягнути з нього інформацію, та Кісаме відкушує собі язика і наказує своїм акулам зжерти себе. На острові він дізнався багато про плани армії ніндзя і передав це Тобі у свитку в акулі, що вирвалась в океан

### Техніки
У бою Кісаме користується мечем Самехада(«акуляча шкіра»). Цей меч рве шкіру, замість того, щоб її різати. Тільки Кісаме може користуватися цим мечем, більше нікому не вдається її навіть підняти. Як колишній член Селища Туману (Кіріґакуре), він використовує техніки, основані на стихії води. Кісаме на вигляд надзвичайно схожий на акулу. Цим також пояснюється його надзвичайна сила над водою. 
Окрім цього,його чакра-найпотужніша і найвитриваліша з усіх членів "Акацукі".Він може проводити повноцінний бій протягом 2-3 днів,і при цьому не вичерпати чакру до кінця.
Кісаме володіє неймовірною фізичною силою Після його поєдинку із Майто Ґайя техніки і силу Кісаме часто асоціюють і порівнюють із рівнем Ґая.
Під час бою з Кілером Бі він використовує свій меч і трансформується в акулу( в цій формі в кісаме з'являються зябра і він може дихати під водою)
Також Кісаме використовує водяних клонів, які беруть у водяну в'язницю супротивника
Водяна тюрьма- це техніка яка бере супротивника у водяний шар у якому не можливо дихати.
Під час бою з Килером Бі Кісаме використовує техніку водяний вибух- це великий шар води розміром у декілька метрів у висоту та ширину. 
Кісаме ще може переходити у формі акули з'єднуючись із своїм мечом .
Програв через те, що його зрадила Семихада, перейшовши до Кілера Бі.